# Unlocked (film 2023)
Unlocked (스마트폰을 떨어뜨렸을 뿐인데?, Seumateupon-eul tteor-eotteuryeoss-eul ppun-indeLR; lett. "Ma mi è solo caduto lo smartphone") è un film sudcoreano del 2023 diretto e sceneggiato da Kim Tae-joon.

## Trama
Lee Na-mi è una ragazza che fa due lavori, collaborando contemporaneamente con suo padre nel bar di famiglia e lavorando come social media manager per un'azienda. Quando perde il suo telefonino, lo strumento finisce tuttavia nelle mani di uno psicopatico che è solito seguire un terribile modus operandi: dopo aver fatto in modo di contattare la persona che ha perso il telefono, l'uomo rompe lo schermo e finge di farlo riparare, ottenendo in questo modo la password per sbloccarlo; a questo punto installa un programma che gli consente di controllare il telefono a distanza, ottenendo in questo modo tutti i dati sensibili della vittima. 
In questo modo, contemporaneamente l'uomo riesce ad avvicinare la vittima sfruttandone gli interessi e ad isolarla dagli affetti, facendo in modo di metterglieli contro. Dopo aver perso il lavoro e la sua migliore amica, Lee Na-mi si rende conto che qualcosa non va e inizia a indagare, imbattendosi in questo modo nella polizia che è sulle tracce della stessa persona: uno dei poliziotti crede infatti che il killer sia suo figlio. 

## Produzione
Il film si basa sul romanzo del omonimo 2018, scritto da Akira Teshigawara. L'opera era stata già adattata in un film giapponese intitolato Stolen Identity, di cui quest'opera costituisce quindi un remake. Le riprese sono iniziate nel marzo 2021 per poi concludersi nel giugno successivo.

## Distribuzione
Inizialmente previsto per una distribuzione cinematografica, il film è stato reso disponibile in tutto il mondo su Netflix a partire dal febbraio 2023.

## Accoglienza
Sull'aggregatore Rotten Tomatoes il film riceve il 67% delle recensioni professionali positive con un voto medio di 6,4 su 10 basato su 9 critiche, mentre su Metacritic ottiene un punteggio di 46 su 100 basato su 15 critiche.